# К'янчіано-Терме
К'янчіано-Терме (італ. Chianciano Terme) — муніципалітет в Італії, у регіоні Тоскана,  провінція Сієна.
К'янчіано-Терме розташовані на відстані близько 145 км на північ від Рима, 95 км на південний схід від Флоренції, 55 км на південний схід від Сієни.
Населення — 7134 особи (2014).
Щорічний фестиваль відбувається 24 червня. Покровитель — святий Іван Хреститель.

## Демографія
Населення за роками:

Станом на 1 січня 2023 року в муніципалітеті офіційно проживало 1211 іноземців з 59 країн, серед них 389 громадян країн Євросоюзу та 98 громадян України.

## Сусідні муніципалітети
- К'юзі
- Монтепульчіано
- П'єнца
- Сартеано